# 斯普林希爾 (沃克縣)
斯普林希爾（英語：Spring Hill）是位於美國阿拉巴馬州沃克縣的一個非建制地區。該地的面積和人口皆未知。

## 地理
斯普林希爾的座標為33°58′39″N 87°33′29″W / 33.97750°N 87.55806°W，而該地的平均海拔高度為201米（即659英尺）。